# ケビン・サンジャヤ・スカムルジョ
ケビン・サンジャヤ・スカムルヨ（英語: Kevin Sanjaya Sukamuljo、1995年8月2日 - ）は、インドネシアの男子バドミントン選手。BWF世界ランキング1位の在位期間は266週（5年間）。

## 経歴
ジュニア時代、シギット・ブディアルトの元で練習をする。2013年の世界ジュニア選手権で、混合ダブルスで銀メダルを獲得。
2015年初頭からは、5歳年上のマルクス・フェルナルディ・ギデオンとペアを組むことになる。同年7月の台湾オープンを優勝。世界ランキングは上位20位に入り、その年を締めくくった。
その後も2人の成長はとどまることを知らず、2016年には最終的に世界ランキングを2位まで上げる。2017年には、スーパーシリーズタイトルを7つ獲得。また2018年には、ワールドツアータイトルを8つ獲得し、2年連続でBWF年間最優秀選手賞を獲得した。
2017年から、2022年に日本の保木卓朗、小林優吾ペアに抜かれるまでの約5年のあいだ世界ランキング1位を維持し、その在位期間は266週にのぼる。これは男子ダブルスの観測史上では最長記録である。
2024年5月16日、引退を発表した。肩の怪我が長年続いていたことや、ギデオンの引退によって2024年のオリンピック出場が不可能になったことが引退の理由とされている。

## 概要
- 2015年の台湾オープンの準決勝で、同国のモハマド・アッサン、ヘンドラ・セティアワンのペアを破り準優勝。この大会後、彼らのプレースタイルが素早く俊敏で身長も平均以下であることから、主にインドネシアのファンから映画「怪盗グルーの月泥棒 3D」に登場する「ミニオンズ」に似てるとされ、彼らもミニオンズと呼ばれるようになった。

- 大会では、相手を挑発したり煽るような行為もしばしばみられる。